# Силтавуори, Ямму
Антти Веёкко Илмари Силтавуори (фин. Antti Veikko Ilmari Siltavuori; также известный как «Ямму» Силтавуори или «Дядя Ямму»; 29 октября 1926 — 9 марта 2012) — житель Финляндии, который убил двух 8-летних девочек, Пяйви-Марию Хопиавуори и Таню Йоханну Пиринен, после чего он сжёг тела. Он подобрал обеих девочек для автомобильной поездки в Мюллюпуро, в окрестностях Хельсинки, 3 марта 1989 г. До этого, он обвинялся в изнасиловании пятилетней девочки, сексуальном преследовании и покушении на жизнь.
За два убийства Силтавуори был приговорён к 15 годам в тюрьме с возможностью освобождения через 10 лет, потому что экспертиза умственного здоровья юридически установила, что он был частично безумным. Если бы не это, то Силтавуори был бы приговорён к пожизненному заключению. После того, как 10 лет истекли, его первое и второе слушания по вопросу освобождения в финском Тюремном Суде были для него неудачны. После того, как он отбыл ещё один год в тюрьме, Тюремный Суд освободил его под строгий контроль 31 января 2000, на его третьем слушании по вопросу освобождения. Однако, он был немедленно помещён в психиатрическую больницу Ниуванниэми (Niuvanniemi) в Куопио по преступно-психиатрическим причинам.